# Golpajegan
Golpajegan (perski: گلپایگان) – miasto w środkowym Iranie, w ostanie Isfahan. W 2006 roku miasto liczyło 47 849 mieszkańców w 14 263 rodzinach. Leży 186 km na północny zachód od Isfahanu.